# Contea di Wells (Indiana)
La contea di Wells (in inglese Wells County) è una contea dello Stato dell'Indiana, negli Stati Uniti. La popolazione al censimento del 2000 era di 27 600 abitanti. Il capoluogo di contea è Bluffton.